# دراسات في تاريخ وفلسفة العلوم
دراسات في تاريخ وفلسفة العلوم (بالإنجليزية: Studies in History and Philosophy of Science) هي سلسلة من ثلاث مجلات أكاديمية تخضع لمراجعة الأقران تنشرها إلزيفير. تأسست عام 1970 كمجلة واحدة، وقسمت إلى قسمين؛ دراسات في تاريخ وفلسفة العلوم الجزء أ ودراسات في تاريخ وفلسفة العلوم الجزء ب: دراسات في تاريخ وفلسفة الفيزياء الحديثة في عام 1995. في 1998، جرى إنشاء قسم ثالث، دراسات في تاريخ وفلسفة العلوم، الجزء ج: دراسات في تاريخ وفلسفة العلوم البيولوجية والطبية الحيوية. في يناير 2021، دمجت الأقسام الثلاثة في الجزء أ، دراسات في تاريخ وفلسفة العلوم.